# Diaphorinae
Sous-famille
Les Diaphorinae sont une sous-famille de petites mouches prédatrices, à longues pattes de la famille des Dolichopodidae. Il s'agit d'un taxon actuel, mais il existe des espèces fossiles datant du Quaternaire, de l'Éocène et de Miocène.

## Liste des tribus et genres
Selon BioLib (9 novembre 2024) :
- Tribu Argyrini Negrobov, 1986
  - Argyra Macquart, 1834
  - Dactylonotus Parent, 1934
  - Keirosoma Van Duzee, 1929
  - Pseudargyra Van Duzee, 1930
  - Somillus Brèthes, 1924
  - Symbolia Becker, 1921

- Tribu Diaphorini Schiner, 1864
  - Achradocera Becker, 1922
  - Aphasmaphleps Grichanov, 2010
  - Asyndetus Loew, 1869
  - Chrysotus Meigen, 1824
  - Cryptophleps Lichtwardt, 1898
  - Diaphorus Meigen, 1824
  - Dubius Wei, 2012
  - Emiratomyia Naglis, 2014
  - Falbouria Dyte, 1980
  - Melanostolus Kowarz, 1884
  - Ostenia Hutton, 1901
  - Shamshevia Grichanov, 2012
  - Trigonocera Becker, 1902